# Arraia-Maeztu
Arraia-Maeztu è un comune spagnolo  situato nella comunità autonoma dei Paesi Baschi.